# 胰岛素样生长因子结合蛋白
胰岛素样生长因子结合蛋白（英語：Insulin-like growth factor-binding protein，缩写IGFBP）是胰岛素样生长因子1（IGF-1）的载体蛋白。

## 功能
大约有98%的IGF-1都结合到IGFBP上，其中IGFBP-3是最常见的结合蛋白，大约所有IGF中的80%都与之结合。

## 家族成员
在人类基因组中，IGFBPs 总共包括以下七个基因：
- IGFBP1
- IGFBP2
- IGFBP3
- IGFBP4
- IGFBP5
- IGFBP6
- IGFBP7